# Frederick Sturckow
Frederick Wilford „Rick” Sturckow (ur. 11 sierpnia 1961 w La Mesa w stanie Kalifornia) – podpułkownik korpusu piechoty morskiej, amerykański astronauta.

## Wykształcenie oraz służba wojskowa
- 1978 – ukończył szkołę średnią (Grossmont High School) w La Mesa, stan Kalifornia.
- 1984 – zdobył licencjat z budowy maszyn na California Polytechnic State University. W grudniu rozpoczął służbę w korpusie piechoty morskiej.
- 1987 – po zakończeniu przeszkolenia lotniczego (The Basic School) został pilotem wojskowym i otrzymał skierowanie do 125 eskadry lotniczej myśliwców szturmowych (VFA-125) marynarki wojennej. Tam kontynuował szkolenie na F/A-18. Później trafił do 333 eskadry lotniczej myśliwców szturmowych korpusu piechoty morskiej stacjonującej w bazie Beaufort w Południowej Karolinie.
- 1990 – przeszedł przeszkolenie w Szkole Myśliwców Lotnictwa Morskiego „TOPGUN” (Navy Fighter Weapon School - TOPGUN). W sierpniu został skierowany na 8 miesięcy do bazy lotniczej Sheik Isa w Bahrajnie.
- 1991 – wziął udział w operacji Desert Storm (Pustynna Burza) w Iraku. Wykonał tam 41 lotów bojowych.
- 1992–1993 – kontynuował naukę w Szkole Pilotów Doświadczalnych Sił Powietrznych (Air Force Test Pilot School) w bazie Edwards w Kalifornii. Po szkole trafił do Centrum Uzbrojenia Sił Lotniczych Marynarki (Naval Air Warfare Center) w bazie Patuxent River, stan Maryland. Służył tam jako pilot projektu F/A-18E/F. Jako pilot doświadczalny oblatywał różne typy samolotów F/A-18.

W sumie w powietrzu wylatał ponad 6500 godzin na ponad 60 typach samolotów.

## Kariera astronauty
- 1994 – 8 grudnia był w gronie 23 kandydatów, których przyjęto podczas naboru do 15 grupy astronautów NASA.
- 1996 – w maju zakończył dwuletnie szkolenie podstawowe i uzyskał kwalifikacje pilota wahadłowca. Otrzymał również przydział do Biura Astronautów NASA do wydziałów: systemów wahadłowca (Vehicle Systems) i eksploatacji (Operations Branch). Później trafił do wydziału eksploatacji wahadłowców (Shuttle Operations Branch), gdzie został zastępcą szefa. Był też kierownikiem zabezpieczenia lotów w Centrum Kosmiczne Johna F. Kennedy’ego.
- 1998 – w grudniu uczestniczył w blisko 12-dniowej misji wahadłowca Endeavour STS-88.
- 2000 – pod koniec roku został wyznaczony do funkcji pilota misji STS-105.
- 2001 – w sierpniu wziął udział w swoim drugim locie w kosmos podczas ekspedycji STS-105.
- 2002 – 15 sierpnia został mianowany dowódcą wyprawy STS-117. Lot miał się odbyć we wrześniu 2003. Po katastrofie wahadłowca Columbia plan lotów został gruntownie zmieniony i lot ten przeniesiono na 2007. Sturckow został szefem działu (Capcom Branch) w Biurze Astronautów, a także szefem działu stacji kosmicznej (International Space Station Branch) w Biurze Astronautów.
- 2007 – 8 czerwca wystartował na pokładzie wahadłowca Atlantis do misji STS-117. Dowodził 7-osobową załogą promu.
- 2009 – 29 sierpnia po raz czwarty wyruszył w kosmos dowodząc 13-dniową misją promu Discovery.
- 2013 – w marcu opuścił NASA. W maju zatrudnił się w firmie Virgin Galactic.

## Loty kosmiczne
- STS-88 (Endeavour F-13);

Pierwszą misją kosmiczną, w której uczestniczył Sturckow był lot STS-88 wahadłowca Endeavour.  Podczas wyprawy pełnił funkcję pilota promu. Razem z nim w kosmos polecieli również: Robert D. Cabana (dowódca) oraz czterej specjaliści misji – Jerry L. Ross (MS-1), Nancy J. Currie (MS -2), James H. Newman (MS-3) i Siergiej K. Krikalow (MS-4). Prom wyruszył na spotkanie z Międzynarodową Stacja Kosmiczną z Przylądka Canaveral 4 grudnia 1998. Była to pierwsza załogowa misja jaka dotarła na pokład ISS. Głównym celem lotu było dostarczenie na orbitę amerykańskiego modułu Unity i połączenie go z wystrzelonym wcześniej modułem Zaria. Po połączeniu obu obiektów, które miało miejsce 7 grudnia, astronauci Ross oraz Newman trzykrotnie 7, 9 i 12 grudnia wychodzili w otwartą przestrzeń, aby połączyć moduły kablami i zainstalować na Unity anteny. Przygotowali również poręcze, które ułatwiały poruszanie się poza stacją. 10 grudnia załoga Endeavour otworzyła właz i przeszła na pokład stacji, aby dokonać jej przeglądu i przygotować dla pierwszej stałej załogi stacji. 13 grudnia prom odłączył się od ISS i po trzech dniach samodzielnego lotu 16 grudnia powrócił na Ziemię lądując na bieżni KSC.
- STS-105 (Discovery F-30);

Frederick Sturckow po raz drugi wystartował w kosmos 10 sierpnia 2001 na pokładzie wahadłowca Discovery. Podczas lotu pełnił funkcję pilota. Razem z nim w locie STS-105 uczestniczyli również: dowódca – Scott J. Horowitz, specjaliści misji: Daniel T. Barry (MS-1), Patrick G. Forrester (MS-2) oraz astronauci stanowiący trzecią załogową ekspedycję Międzynarodowej Stacji Kosmicznej – Frank L. Culbertson, Jr. (MS-3), Władimir N. Dieżurow (MS-4) oraz Michaił W. Tiurin (MS-5). Prom połączył się z Międzynarodową Stacją Kosmiczną 12 sierpnia. Dzień później nowa załoga stacji orbitalnej przejęła obowiązki od swoich poprzedników. Do zespołu orbitalnego przyłączono moduł Leonardo, w którym dostarczono blisko 4 tony żywności i wyposażenia dla stacji. 16 i 18 sierpnia Forrester oraz Daniel Barry wykonali dwa spacery kosmiczne, podczas których zainstalowali nowe elementy struktury P6 oraz dwa moduły naukowe z próbkami materiałów, które zostały wystawione na 1,5 roku na działanie otwartej przestrzeni kosmicznej oraz rozciągnęli przewody elektryczne wzdłuż modułu Destiny. Pod koniec wspólnego lotu moduł Leonardo ponownie został umieszczony w ładowni Discovery. 20 sierpnia prom odłączył się od stacji zabierając na Ziemię członków 2 ekspedycji: Jurija W. Usaczowa, Jamesa S. Vossa i Susan J. Helms. Po dwóch dniach autonomicznego lotu Discovery wylądował 22 sierpnia 2001 na bieżni KSC.

## Nagrody i odznaczenia
- Defense Superior Service Medal
- Legia Zasługi – dwukrotnie
- Distinguished Flying Cross – dwukrotnie
- Air Medal – czterokrotnie plus okucie "V"
- Navy and Marine Corps Commendation Medal
- Navy and Marine Corps Achievement Medal
- NASA Distinguished Service Medal
- NASA Outstanding Leadership Medal – trzykrotnie
- NASA Exceptional Service Medal
- NASA Space Flight Medal – czterokrotnie
- FAA Commercial Space Astronaut Wings – 2018[1]
- Universal Astronaut Insignia za lot orbitalny (nr 384) – Stowarzyszenie Uczestników Lotów Kosmicznych (Association of Space Explorers(inne języki))[2]
- Universal Astronaut Insignia za lot suborbitalny (nr 18) – Stowarzyszenie Uczestników Lotów Kosmicznych (Association of Space Explorers)[2]

## Wykaz lotów
| Loty kosmiczne, w których uczestniczył Frederick W. Sturckow            | Loty kosmiczne, w których uczestniczył Frederick W. Sturckow | Loty kosmiczne, w których uczestniczył Frederick W. Sturckow | Loty kosmiczne, w których uczestniczył Frederick W. Sturckow | Loty kosmiczne, w których uczestniczył Frederick W. Sturckow | Loty kosmiczne, w których uczestniczył Frederick W. Sturckow | Loty kosmiczne, w których uczestniczył Frederick W. Sturckow |
| №                                                                       | Data startu                                                  | Statek kosmiczny                                             | Data lądowania                                               | Statek kosmiczny                                             | Funkcja                                                      | Czas trwania                                                 |
| ----------------------------------------------------------------------- | ------------------------------------------------------------ | ------------------------------------------------------------ | ------------------------------------------------------------ | ------------------------------------------------------------ | ------------------------------------------------------------ | ------------------------------------------------------------ |
| 1                                                                       | 4 grudnia 1998                                               | STS-88 Endeavour F-13                                        | 15 grudnia 1998                                              | STS-88 Endeavour F-13                                        | Pilot                                                        | 11 dni 19 godzin 17 minut i 54 sekundy                       |
| 2                                                                       | 10 sierpnia 2001                                             | STS-105 Discovery F-30                                       | 22 sierpnia 2001                                             | STS-105 Discovery F-30                                       | Pilot                                                        | 11 dni 21 godzin 12 minut i 44 sekundy                       |
| 3                                                                       | 8 czerwca 2007                                               | STS-117 Atlantis F-28                                        | 22 czerwca 2007                                              | STS-117 Atlantis F-28                                        | Dowódca                                                      | 13 dni 20 godzin 11 minut i 32 sekundy                       |
| 4                                                                       | 29 sierpnia 2009                                             | STS-128 Discovery F-37                                       | 12 września 2009                                             | STS-128 Discovery F-37                                       | Dowódca                                                      | 13 dni 20 godzin 53 minuty i 43 sekundy                      |
| Łączny czas spędzony w kosmosie — 51 dni 9 godzin 35 minut i 53 sekundy |                                                              |                                                              |                                                              |                                                              |                                                              |                                                              |